# Richard Haydn
Richard Haydn, conosciuto anche come Edwin Carp, Claud Curdle, Richard Rancyd e Stanley Stayle (Londra, 10 marzo 1905 – Los Angeles, 25 aprile 1985), è stato un attore e regista britannico.

## Biografia
Nato a Londra, debuttò sui palcoscenici del West End nel 1926, nel coro della rappresentazione di 'Betty of Myfair e successivamente si specializzò portando in diverse riviste il personaggio di Edwin Carp, un professore stralunato e distratto. Passato a Broadway vi interpretò, fra le altre, la pièce Set to the Music di Noël Coward, accanto a Beatrice Lillie, e debuttò a Hollywood con la commedia La zia di Carlo (1941), cui seguì il ruolo di uno dei professori nella brillante commedia Colpo di fulmine (1941), nel quale il regista Howard Hawks seppe mettere in risalto le doti comiche di Haydn.
Tra le altre sue interpretazioni di rilievo, da ricordare quella del domestico Thomas Rogers in Dieci piccoli indiani, versione diretta nel 1945 da René Clair del celebre romanzo di Agatha Christie, e quella del notaio Gerard Rosenthal (Herr Falkstein nella versione originale) in Frankenstein Junior (1974) di Mel Brooks. Interprete ideale nel genere commedia, per la sua caratteristica voce dai toni nasali, il talento per la mimica, la spontaneità e la capacità di calarsi in personaggi spassosi ed eccentrici, ebbe tra le migliori opportunità quella di prestare la voce al personaggio di Brucaliffo in Alice nel Paese delle Meraviglie (1951).
Scrisse anche alcuni libri riprendendo il personaggio di Edwin Carp e, verso la fine degli anni quaranta si cimentò dietro la macchina da presa per dirigere alcune divertenti commedie, I cari parenti (1948), Abbasso mio marito (1949) e Assedio d'amore (1950). Morì nel 1985, a 80 anni, per un infarto.

## Filmografia

### Attore

#### Cinema
- La zia di Carlo (Charley's Aunt), regia di Archie Mayo (1941)
- Colpo di fulmine (Ball of Fire), regia di Howard Hawks (1941)
- Sparvieri di fuoco (Thunder Birds), regia di William A. Wellman (1942)
- Non c'è tempo per l'amore (No Time for Love), regia di Mitchell Leisen (1943)
- Per sempre e un giorno ancora (Forever and a Day), regia di Edmund Goulding e Cedric Hardwicke (1943)
- Stanotte e ogni notte (Tonight and Every Night), regia di Victor Saville (1945)
- Dieci piccoli indiani (And Then There Were None), regia di René Clair (1945)
- Avventura (Adventure), regia di Victor Fleming (1945)
- Anni verdi (The Green Years), regia di Victor Saville (1946)
- Fra le tue braccia (Cluny Brown), regia di Ernst Lubitsch (1946)
- La morte è discesa a Hiroshima (The Beginning or the End), regia di Norman Taurog (1947)
- Schiavo del passato (The Late George Apley), regia di Joseph L. Mankiewicz (1947)
- Singapore, regia di John Brahm (1947)
- La superba creola (The Foxes of Arrow), regia di John M. Stahl (1947)
- Ambra (Forever Amber), regia di Otto Preminger (1947)
- Governante rubacuori (Sitting Pretty), regia di Walter Lang (1948)
- Il valzer dell'imperatore (The Emperor Waltz), regia di Billy Wilder (1948)
- I cari parenti (Miss Tatlock's Millions), regia di Richard Haydn (1948)
- Abbasso mio marito (Dear Wife), regia di Richard Haydn (1949)
- Assedio d'amore (Mr. Music), regia di Richard Haydn (1950)
- La vedova allegra (The Merry Widow), regia di Curtis Bernhardt (1952)
- Arrivò l'alba (Never Let Me Go), regia di Delmer Daves (1953)
- I figli del secolo (Money from Home), regia di George Marshall (1953)
- Tra due amori (Her Twelve Men), regia di Robert Z. Leonard (1954)
- Annibale e la vestale (Jupiter's Darling), regia di George Sidney (1955)
- Il tigrotto (The Toy Tiger), regia di Jerry Hopper (1956)
- Il capitano dei mari del sud (Twilight for the Gods), regia di Joseph Pevney (1958)
- Non mangiate le margherite (Please Don't Eat the Daisies), regia di Charles Walters (1960)
- Mondo perduto (The Lost World), regia di Irwin Allen (1960)
- Cinque settimane in pallone (Five Weeks in a Balloon), regia di Irwin Allen (1962)
- Gli ammutinati del Bounty (Mutiny on the Bounty), regia di Lewis Milestone (1962)
- Tutti insieme appassionatamente (The Sound of Music), regia di Robert Wise (1965)
- Clarence il leone strabico (Clarence, the Crossed-Eye Lion), regia di Andrew Marton (1965)
- Un maggiordomo nel Far West (The Adventures of Bullwhip Griffin), regia di James Neilson (1967)
- Frankenstein Junior, regia di Mel Brooks (1974)

#### Televisione
- Ai confini della realtà (The Twilight Zone) – serie TV, episodio 2x04 (1960)
- General Electric Theater – serie TV, episodio 8x30 (1960)
- La legge di Burke (Burke's Law) – serie TV, episodio 1x15 (1964)
- ABC Stage 67 – serie TV, episodio 1x25 (1967)
- Bonanza - serie TV, episodio 10x21 (1969)

### Doppiatore
- Alice nel Paese delle Meraviglie (Alice in Wonderland) (1951)
- Hugga Bunch, regia di Gus Jekel (1985) - film TV

### Regista
- I cari parenti (Miss Tatlock's Millions) (1948)
- Abbasso mio marito (Dear Wife) (1949)
- Assedio d'amore (Mr. Music) (1950)

## Doppiatori italiani
- Stefano Sibaldi in Non c'è tempo per l'amore, Governante rubacuori, La vedova allegra, Singapore, Arrivò l'alba, Sparvieri di fuoco, Tra due amori
- Carlo Romano in Fra le tue braccia, Assedio d'amore, Annibale e la vestale, Il tigrotto, Il capitano dei mari del sud, Mondo perduto
- Gualtiero De Angelis in Anni verdi
- Paolo Stoppa in La superba creola
- Renato Turi in Non mangiate le margherite
- Nando Gazzolo in Cinque settimane in pallone
- Gino Baghetti in Gli ammutinati del Bounty
- Pino Locchi in Tutti insieme appassionatamente
- Bruno Persa in Un maggiordomo nel Far West
- Fausto Tommei in Frankenstein Junior
- Gianni Marzocchi in Dieci piccoli indiani (ridoppiaggio)

Da doppiatore è sostituito da:
- Gaetano Verna in Alice nel paese delle meraviglie
- Emilio Cigoli in Facciamo l'amore